# Teucholabis (Teucholabis) diperone
Teucholabis (Teucholabis) diperone is een tweevleugelige uit de familie steltmuggen (Limoniidae). De soort komt voor in het Oriëntaals gebied.